# Tory Burch
Pour les articles homonymes, voir Burch.

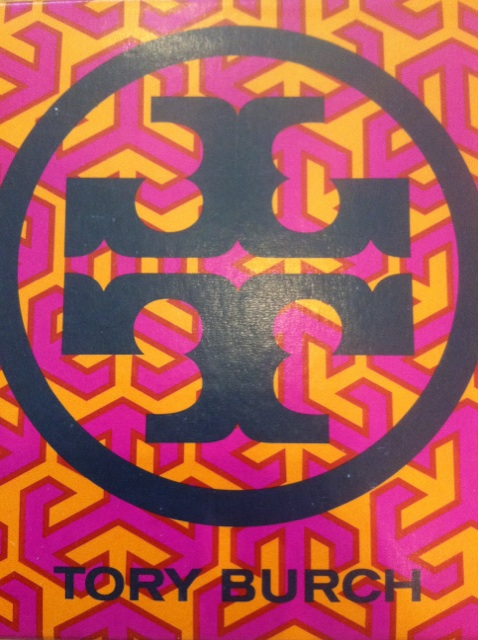
Logo Tory Burch

Tory Burch, née Tory Robinson est une styliste américaine née le 17 juin 1966 à Valley Forge aux États-Unis. Elle fonde en 2004 la marque de prêt-à-porter à son nom et rencontre le succès en moins d'une décennie. Elle devient rapidement une vedette de la mode dans son pays, une des personnalités qui comptent à New York et aussi une milliardaire.

## Biographie

### Enfance
Ses parents, Reva et Ira Earl "Buddy" Robinson ont également eu trois fils, Robert, James et Leonard. Sa mère, très chic, est une ancienne actrice et mannequin qui a eu comme amants Marlon Brando et Steve McQueen, alors que son père, qui est aujourd'hui décédé, a conquis Grace Kelly et Joan Bennett. « Ma mère m’a appris l’élégance, dans tous les sens du terme. Être toujours impeccable, dans son allure, mais surtout vis-à-vis de son entourage. » Ses parents, à l'esprit « bohème », voyagent et vivent un temps dans une ferme.
Après avoir étudié à l'école Agnes Irwin (en), où elle a rencontré la créatrice de bijoux Kara Ross, elle étudie l'histoire de l'art à l'université de Pennsylvanie où elle rejoint la sororité Kappa Alpha Theta ; elle y obtient son diplôme en 1988 puis part voyager durant six mois.

### Vie privée
En 1993, elle se marie avec William Macklowe, fils du milliardaire Harry B. Macklowe (en), avant de divorcer un an plus tard. Elle se remarie en 1996, avec J. Christopher Burch (en). Ils ont trois enfants avant de divorcer en 2006. Un an plus tard, elle fréquente Lance Armstrong. Jusqu'en 2012, elle a une aventure avec Lyor Cohen (en) puis avec Pierre-Yves Roussel avec qui elle se marie fin 2018 et qui prend le poste de CEO de l'entreprise début de l'année suivante.

## Carrière
Avant de penser à créer sa propre marque, Tory Burch travaille pour le magazine Harper's Bazaar, puis pour le marketing et relations publiques des marques Zoran, Polo Ralph Lauren, Vera Wang et Loewe,. Elle arrête de travailler pour élever ses fils, puis décide de lancer son propre projet.
Tory et J. Christopher Burch créent ensemble l'entreprise TRB by Tory Burch en 2004 avec l'appui d'une dizaine d'investisseurs. La marque sera en suite renommée « Tory Burch ». Une première boutique est dès le départ créée, malgré les avis défavorables de leur entourage. Cependant, à la fin de la première journée d'ouverture, le stock est épuisé. Le style de l'enseigne est souvent décrit comme boho-chic mais aussi preppy, coloré et facile à porter, inspiré des voyages de ses parents dans de multiples lieux du monde,,. Son produit phare est une paire de ballerines nommée Reva à boucles ajourées, et coûtant 200 $. Ses créations sont remarquables grâce à leur logo en double T.
En 2005, Oprah Winfrey vante les mérites de la créatrice dans son émission, la présentant comme « la prochaine star » et lui offrant ainsi une publicité considérable,.
En 2009, elle joue son propre rôle dans le troisième épisode de la quatrième saison de la série Gossip Girl,. Elle renouvelle l'expérience en 2012, cette fois-ci pour la série Fashion King.
Elle poursuit son développement en travaillant sous forme de licences : des lunettes avec Luxottica en 2009, des montres avec Fossil en 2014, des parfums avec Estée Lauder puis en 2022 avec Shiseido.
Elle développe également de l'art de la table dont des assiettes remarquées. 
En avril 2014, Kate Middleton porte l'une de ses robes, qui devient ainsi en rupture de stock,. L'année suivante la créatrice lance la marque de sportswear Tory Sport.
De nos jours, il existe plus de mille points de vente, dont presque une centaine de boutiques Tory Burch. Des listes d'attentes sont souvent nécessaires lors de la sortie de nouveautés. Selon Forbes, l'entreprise aurait rapporté 800 millions de dollars en 2012, et Tory Burch est devenue milliardaire en 2013. Cette même année, Forbes la classe 69e de son classement des femmes les plus puissantes au monde et 1741e milliairdaire au monde (513e aux États-Unis). 
Continuellement, Tory Burch développe et entretient le storytelling de sa propre vie : son enfance en Pennsylvanie, en voyage en Inde, au Pérou, à la plage en famille, à l'intérieur de sa résidence de Southampton dans Les Hamptons, Tory Burch, toujours souriante, diffuse son image policée et WASP new-yorkaise de l'Upper East Side, incarnant à la fois sa marque mais aussi sa réussite. Elle réitère perpétuellement cette image sur ses réseaux sociaux, où elle a plusieurs millions d'abonnés, ou en interview.
Moins connue en France ou en Europe, elle reste une star de la mode dans son pays, l'égal de Michael Kors ou Marc Jacobs,. Tory Burch est également un modèle pour son image « bon chic bon genre », mais surtout un modèle d'ascension de par son succès rapide, perpétuant ainsi le rêve américain de la réussite sociale,.

### Collections
En 2007, elle crée une collection rappelant les années 1950 et 1960.
En 2009, sa collection a un esprit indien et ethnique.
En 2013, elle s'inspire de la Côte d'Azur durant les années 1960, notamment de Romy Schneider dans le film La Piscine. Deux ans plus tard, c'est de l'artiste française Françoise Gilot que Tory Burch s'inspire pour sa collection de printemps.

### Récompenses et reconnaissance
En 2005, le Fashion Group International (en) la nomme meilleure nouvelle créatrice.
En 2007, elle gagne le prix du meilleur lancement de gamme d'accessoires de la part du Accessories Council of Excellence. En 2008, elle a gagné le prix de créatrice d'accessoires de l'année de la part du Conseil des créateurs de mode américains.
En 2013, elle reçoit un prix d'honneur récompensant l'élite des créateurs du moment lors du diner organisé par Phoenix House. La même année, elle est citée dans la liste des personnalités les mieux habillées de Vanity Fair,.